# Akuyaku Reijō Nanode Rasubosu o Katte Mimashita
Akuyaku Reijō Nano de Last Boss wo Katte Mimashita (悪役令嬢なのでラスボスを飼ってみました Akuyaku Reijō Nano de Rasubosu wo Katte Mimashita?) es una serie de novelas ligeras japonesas escritas por Sarasa Nagase e ilustradas por Mai Murasaki. Comenzó la serialización en línea en mayo de 2017 en el sitio web de publicación de novelas generado por Shōsetsuka ni Narō.
Más tarde fue adquirida por Kadokawa Shoten, que ha publicado nueve volúmenes desde septiembre de 2017 bajo su sello Kadokawa Beans Bunko. Una adaptación al manga con arte de Anko Yuzu fue serializada en la revista de manga seinen Comp Ace de Kadokawa Shoten desde junio de 2018 hasta agosto de 2019 y se recopiló en tres volúmenes tankōbon. Tanto la novela ligera como el manga tienen licencia en Norteamérica de Yen Press. Una adaptación al anime producida por el estudio Maho Film se estrenó en octubre de 2022.

## Sipnosis
"Estoy rompiendo mi compromiso contigo". De repente, al escuchar esas palabras mientras asistía a una fiesta resplandeciente, la noble Aileen Lauren d'Autriche recuerda su vida pasada como una otaku japonesa y llega a comprender su situación. Ella misma se encuentra en el mundo de su videojuego otome favorito Regalia of Saints, Demons and Maidens, renacida como la villana de la historia, ¡que se interpone en el romance de la protagonista principal del juego! Según los recuerdos de su vida pasada, la única ruta de Aileen es su final trágico que conduce a una muerte inevitable. Pero si ella hace que el jefe final, el Señor Oscuro Claude, se enamoré de ella, ¡entonces podría evitar la perdición después de todo! Pensado en esa situación, le declara al hermoso Señor Oscuro sus palabras: "¡Me gustaría que te casaras conmigo!" El viaje de Aileen para cambiar las cosas y encontrar la felicidad está a punto de comenzar.

## Personajes
Aileen Lauren d'Autriche (アイリーン・ローレン・ドートリシュ Airīn Rōren Dōtorishu?)
Seiyū: Rie Takahashi, Gabriela Ortiz (español latino)
Una chica reencarnada de Japón, recupera sus recuerdos de su vida anterior en la que jugó el escenario del juego original. Sabiendo que Aileen está destinada a morir en el curso normal de los acontecimientos, utiliza su vasto conocimiento del juego original para evitar su desaparición, acercándose a Claude, que es el que está destinado a matarla. Es una dama diligente y amable, se muestra que no solo confía en su conocimiento del juego, siendo políticamente inteligente, una mujer de negocios exitosa y una táctica cuidadosa, pone en práctica estas habilidades para evitar el peligro. Pero también fomenta la tierra de los demonios. Ella tiene un poco de complejo de inferioridad hacia sus hermanos, ya que siendo la única mujer significaba que no ganaría tanta atención o reconocimiento, por lo que puso un tremendo esfuerzo en su educación para ser reconocida. Sin embargo, esto terminó por excluirla de sus compañeros. Aunque fue vista con escepticismo, su competencia junto con su habilidad culinaria le ganó el favor de la población demoníaca.
Claude Jean Elimeyer (クロード・ジャンヌ・エルメイア Kurōdo Jannu Erumeia?)
Seiyū: Yūichirō Umehara, Mauricio Perez (español latino)
Claude es el hermano mayor de Cedric y antiguo heredero al trono que perdió su derecho a él desde una edad temprana, como resultado de sus inmensos poderes mágicos. Siendo considerado una amenaza, fue enviado a vivir a un viejo castillo abandonado donde se estableció, convirtiéndose en el señor de la raza demoníaca. Aunque es estoico y distante con la mayoría de la gente, se preocupa enormemente por sus súbditos, es un gobernante amado y hace todo lo posible para mejorar la vida de sus ciudadanos y preservar el pacto de no agresión entre humanos y demonios. Poco a poco comienza a abrirse más como resultado de sus interacciones con Aileen, lo que lo hace sentir nervioso, para diversión de sus sirvientes.
Cedric Jean Elimeyer (セドリック・ジャンヌ・エルメイア Sedorikku Jannu Erumeia?)
Seiyū: Toshiki Masuda, Miguel Ángel Ruiz (español latino)
El interés amoroso de la heroína del juego en la historia original. Cedric es el hermano menor de Claude y heredero real al trono. Aunque por fuera es un príncipe carismático y benevolente, en verdad Cedric es un noble narcisista, mezquino, egocéntrico y egoísta, con un severo complejo de inferioridad hacia su hermano. Frustrado por el hecho de que Claude es más talentoso que él en todo lo que ha hecho, Cedric se vuelve tremendamente rencoroso y temeroso de Claude. Cuando Aileen, con sus recuerdos restaurados, acepta con gracia el rechazo de Cedric (privándolo así de los medios para humillarla en público) al enfatizar que ya no está interesada en él, asesta varios golpes a su ego. Esto hace que actúe de manera más errática, imprudente y desquiciada al tratar de antagonizar a Aileen, a menudo sin previsión, lo que termina costándole el apoyo del público. Incapaz de hacer frente al hecho de que Aileen no solo ya no lo ama, sino que también que se acerca a Claude, empeora las cosas, ya que lo ve como otra "derrota" hacia Claude. Esto empuja a Cedric aún más al borde del abismo y se vuelve más hostil y peligroso. Se vuelve vengativo hacia Aileen, y busca reclamarla por orgullo personal, en lugar de amor.
Keith Eigrid (キース・エイグリッド Kisu Eiguriddo?)
Seiyū: Jun Fukuyama, Julio Bernal (español latino)
Es el Asistente y mano derecha de Claude que maneja sus asuntos más complicados como finanzas y tareas administrativas. A diferencia de la gran mayoría del dominio de Claude, Keith es en realidad humano y sirve a Claude obedientemente y fielmente.
Beelzebuth (ベルゼビュート Beruzebyūto?)
Seiyū: Yūki Ono, Armando Guerrero (español latino)
Es uno de los principales sirvientes de Claude. Beelzebuth es un hombre ruidoso y pícaro, que es completamente leal a Claude. Normalmente carece de gestos y etiqueta adecuados, pero está dispuesto a aprender y adaptarse para no avergonzar a Claude.
Lilia Reinoise (リリア・レインワーズ Riria Reinwāzu?)
Seiyū: Kana Hanazawa, Montserrat Aguilar (español latino)
La heroína del juego en la historia original, Lilia es también la Doncella de la Espada Sagrada, que le otorga un poder efectivo contra los demonios. Una chica aparentemente benevolente, encantadora y amante de la paz, ella como Aileen también es, en verdad, una chica reencarnada de Japón. Después de haber jugado el juego original, ella trata de usar el conocimiento del juego para fines muy opuestos a los de Aileen. Al estar en el papel de heroína, hace todo lo posible para cosechar todos los beneficios de su personaje, seduciendo y manipulando, incluyendo a Cedric, todo por beneficio propio. Ella hace todo lo posible para forzar que los eventos del juego se desarrollen normalmente, sabiendo que puede ganar. Con el profundo conocimiento del juego, Aileen la manipula constantemente y arruina sus propios planes.
Almond (アーモンド Āmondo?)
Seiyū: Tomokazu Sugita, Mario Heras (español latino)
Un cuervo al servicio de Claude. Aileen lo llama Almond después de comer sus dulces de almendras horneadas. Aunque algo hostil a Aileen, ella es fácilmente capaz de ganar su favor y hacer que haga lo que ella quiere sobornándolo con dulces.
Isaac Lombard (アイザック・ロンバール Aizakku Ronbāru?)
Seiyū: Yuma Uchida
Un buen amigo de Aileen, que constantemente la ayuda en sus planes y la salva de problemas. Se creé que tiene sentimientos por Aileen.
Jasper Varie (ジャスパー・バリエ Jasupā Barie?)
Seiyū: Hiroki Yasumoto
Periodista y amigo de Aileen.
Denis (ドニ Doni?)
Seiyū: Takuto Yoshinaga
Luc (リュック Ryukku?)
Seiyū: Shin'ichirō Kamio
Quartz (クォーツ Kwōtsu?)
Seiyū: Yū Miyazaki
James Charles (ゼームス・シャルル Zēmusu Sharuru?)
Seiyū: Sōma Saitō
Auguste Zelm (オーギュスト・ツェルム Ōgyusuto Tserumu?)
Seiyū: Tasuku Hatanaka
Walt Lizanis (ウォルト・リザニス Woruto Rizanisu?)
Seiyū: Toshiyuki Toyonaga
Kyle Elford (カイル・エルフォード Kairu Erufōdo?)
Seiyū: Chiaki Kobayashi
Selena Gilbert (セレナ・ジルベール Serena Jirubēru?)
Seiyū: Ayana Taketatsu
Rachel Danis (レイチェル・ダニス Reicheru Danisu?)
Seiyū: Rie Murakawa
Elephas Levi (エレファス・レヴィ Erefasu Revi?)
Seiyū: Koki Uchiyama

## Medios

### Novela ligera
La serie de novelas ligeras de Sarasa Nagase comenzó a serializarse en línea en el sitio web de publicación Shōsetsuka ni Narō en mayo de 2017. Fue adquirida por Kadokawa Shoten, quien comenzó a publicarla como una novela ligera con ilustraciones de Mai Murasaki a través de su sello Kadokawa Beans Bunko en septiembre. El 1 de enero de 2017. La novela ligera tiene licencia en Norteamérica de Yen Press. Hasta octubre de 2021, se han publicado nueve volúmenes.

#### Lista de volúmenes
| N.º | Fecha de lanzamiento    | ISBN original          |
| --- | ----------------------- | ---------------------- |
| 1   | 1 de septiembre de 2017 | ISBN 978-4-04-106036-0 |
| 2   | 1 de marzo de 2018      | ISBN 978-4-04-106037-7 |
| 3   | 1 de septiembre de 2018 | ISBN 978-4-04-107258-5 |
| 4   | 1 de marzo de 2019      | ISBN 978-4-04-107259-2 |
| 5   | 1 de julio de 2019      | ISBN 978-4-04-108267-6 |
| 6   | 1 de septiembre de 2019 | ISBN 978-4-04-108268-3 |
| 7   | 1 de enero de 2020      | ISBN 978-4-04-108962-0 |
| 8   | 1 de septiembre de 2020 | ISBN 978-4-04-109847-9 |
| 9   | 1 de octubre de 2021    | ISBN 978-4-04-111863-4 |

### Manga
Una adaptación al manga de Anko Yuzu se serializó en la revista de manga seinen Comp Ace de Kadokawa Shoten desde junio de 2018 hasta agosto de 2019. Se recopiló en tres volúmenes tankōbon y el manga también tiene licencia en Norteamérica por Yen Press.

#### Lista de volúmenes
| N.º | Fecha de lanzamiento    | ISBN original          |
| --- | ----------------------- | ---------------------- |
| 1   | 26 de noviembre de 2018 | ISBN 978-4-04-107720-7 |
| 2   | 26 de junio de 2019     | ISBN 978-4-04-108347-5 |
| 3   | 26 de diciembre de 2019 | ISBN 978-4-04-108930-9 |

### Anime
El 1 de octubre de 2021 se anunció una adaptación al anime. Más tarde se reveló que era una serie producida por el estudio Maho Film y dirigida por Kumiko Habara, con guiones escritos por Kenta Ihara y diseños de personajes a cargo de Momoko Makiuchi, Eri Kojima y Yūko Ōba. La banda sonora está compuesta por Natsumi Tabuchi, Hanae Nakamura, Miki Sakurai, Sayaka Aoki y Kanade Sakuma. La serie se estrenará en octubre de 2022 en Tokyo MX, MBS, BS-TBS y Wowow. El tema de apertura es "Kyо̄kan Sarenakute mo Ii Janai" (共感されなくてもいいじゃない?) de Rie Takahashi, mientras que el tema final es "Nomick" (ノミック Nomikku?) de ACCAMER. Crunchyroll obtuvo la licencia de la serie fuera de Asia.
El 21 de septiembre de 2022, Crunchyroll anunció que la serie había recibido un doblaje en español latino, la cual se estrenó el 15 de octubre.
| N.º | Título | Dirigido por      | Escrito por | Fecha de emisión original |
| --- | --- | ----------------- | ----------- | ------------------------- |
| 1 | «Comienza la historia de la heredera malvada» Transcripción: «Akuyaku Reijō no Makuake» (en japonés: 悪役令嬢の幕開け)                                                                 | Kumiko Habara     | Kenta Ihara | 24 de septiembre de 2022  |
| Aileen se ha reencarnado en uno de los personajes del juego otome que estaba jugando en su vida anterior. Para evitar el desastroso final del juego, decide que la solución es casarse con el jefe final, el Señor Oscuro. | |                   |             |                           |
| 2 | «Aunque la villana tenga muchos enemigos, también tiene muchos subordinados» Transcripción: «Akuyaku Reijō wa Teki mo Ōiga Teshita mo Ōi» (en japonés: 悪役令嬢は敵も多いが手下も多い) | Naoyoshi Kusaka   | Kenta Ihara | 1 de octubre de 2022      |
| El príncipe Cedric le ha robado a Aileen todas sus empresas. Ante la amenaza de su padre de echarla de casa si no consigue dinero, Aileen acude a pedir ayuda a Claude.                                                    | |                   |             |                           |
| 3 | «La villana lo quiere todo y va a por todas» Transcripción: «Akuyaku Reijō wa Gōyoku nanode Kachi ni Iku» (en japonés: 悪役令嬢は強欲なので勝ちに行く)                                 | Kyōhei Ōyabu      | Kenta Ihara | 8 de octubre de 2022      |
| Llega el día en que Aileen tiene que firmar la ruptura del compromiso con Cedric delante de toda la nobleza. En medio del baile salta la noticia de que Lilia ha desaparecido y Cedric acusa a Aileen de secuestrarla.     | |                   |             |                           |
| 4 | «La villana debería poder controlar al jefe final» Transcripción: «Akuyaku Reijō wa Rasubosu datta Kaeru Hazu» (en japonés: 悪役令嬢はラスボスだった飼えるはず)                        | Toshiaki Kanbara  | Kenta Ihara | 15 de octubre de 2022     |
| Aileen descubre que se encuentra en la ruta del juego en la que Keith traiciona a Claude y desencadena que se transforme en el Señor Oscuro, así que traza un plan para solucionarlo.                                      | |                   |             |                           |
| 5 | «La villana engaña a su prometido» Transcripción: «Akuyaku Reijō wa Konyakusha o Damasu» (en japonés: 悪役令嬢は婚約者をだます)                                                        | Naoyoshi Kusaka   | Kenta Ihara | 22 de octubre de 2022     |
| Aileen se infiltra disfrazada de chico en el instituto en el que transcurre la segunda parte del juego para evitar que culpen a Claude de los incidentes que están sucediendo.                                             | |                   |             |                           |
| 6 | «La villana no perdona la maldad» Transcripción: «Akuyaku Reijō wa Aku o Yurusanai» (en japonés: 悪役令嬢は悪を許さない)                                                               | Kyōhei Ōyabu      | Kenta Ihara | 29 de octubre de 2022     |
| Walt descubre que Aileen es una chica que se ha infiltrado en el instituto y empieza a colaborar con ella para investigar el incienso demoniaco.                                                                           | |                   |             |                           |
| 7 | «La villana acapara toda la atención» Transcripción: «Akuyaku Reijō wa Deban o Sōdori Suru» (en japonés: 悪役令嬢は出番を総取りする)                                                   | Naoyoshi Kusaka   | Kenta Ihara | 5 de noviembre de 2022    |
| Claude quiere asistir al festival escolar a toda costa, lo cual le pondrá las cosas difíciles a Aileen para hacer su labor.                                                                                                | |                   |             |                           |
| 8 | «Se desvelan los crímenes de la villana» Transcripción: «Akuyaku Reijō no Akuji wa Abakareru» (en japonés: 悪役令嬢の悪事は暴かれる)                                                   | Naoyoshi Kusaka   | Kenta Ihara | 12 de noviembre de 2022   |
| Aileen participa en el desfile de princesas en lugar de Rachel para hacerse con el incienso demoniaco del primer premio. Sin embargo, Selena no se quedará con los brazos cruzados.                                        | |                   |             |                           |
| 9 | «Quieren olvidar a la villana» Transcripción: «Akuyaku Reijō no Koto wa Wasureta Kata ga Ii» (en japonés: 悪役令嬢のことは忘れた方がいい)                                              | Kiyotaka Kanchiku | Kenta Ihara | 19 de noviembre de 2022   |
| Cuando todo parece haberse calmado y que por fin Aileen podrá ser feliz junto a Claude, un desconocido apuñala a Claude haciendo que pierda la memoria.                                                                    | |                   |             |                           |
| 10 | «El amor de la villana no le llega» Transcripción: «Akuyaku Reijō no Ai wa Todokanai» (en japonés: 悪役令嬢の愛は届かない)                                                             | Toshiaki Kanbara  | Kenta Ihara | 26 de noviembre de 2022   |
| Aileen continúa intentado que Claude recupere la memoria y se enamore de ella, pero Lilia no para de entorpecer y complicar las cosas.                                                                                     | |                   |             |                           |
| 11 | «Siempre condenan a la villana» Transcripción: «Itsudatte Akuyaku Reijō wa Danzai sareru» (en japonés: いつだって悪役令嬢は断罪される)                                                 | Naoyoshi Kusaka   | Kenta Ihara | 3 de diciembre de 2022    |
| Aileen se niega a acudir al baile y decide alejarse de Claude y centrarse en su trabajo. Sin embargo, Claude insistirá en que la lleven al baile aunque sea a la fuerza.                                                   | |                   |             |                           |
| 12 | «Con amor, incluso la villana puede ser la protagonista» Transcripción: «Akuyaku Reijō datte Ai ga Areba Shujinkō» (en japonés: 悪役令嬢だって愛があれば主人公)                        | Naoyoshi Kusaka   | Kenta Ihara | 10 de diciembre de 2022   |
| Aileen acude a rescatar a Claude que está al borde de la muerte, pero se encuentra cara a cara con Lilia y tiene que enfrentarse a ella.                                                                                   | |                   |             |                           |

## Recepción
Rebecca Silverman de Anime News Network dijo sobre el primer volumen de la novela ligera: "No es del todo innovador, pero la creciente conciencia de Aileen de que está reescribiendo activamente la trama es buena, y la novela mejora a medida que avanza". Elogió las ilustraciones y dijo que "el cambio de guión activo de Aileen le da al libro una ventaja real", pero criticó el uso de ritmos de historias familiares y la narración en tiempo presente. Más tarde revisó el segundo y tercer volumen, afirmando: "Ambos libros tienen muchas risas divertidas, y los patos son lo más destacado en ambos volúmenes. El epílogo del volumen tres es una deliciosa comedia de errores... y Aileen, aunque a veces increíblemente densa, es sobre todo una heroína muy cautivadora".